# NGC 365
NGC 365 ist eine Balken-Spiralgalaxie vom Hubble-Typ SBbc im Sternbild Bildhauer am Südsternhimmel. Sie ist schätzungsweise 443 Millionen Lichtjahre von der Milchstraße entfernt und hat einen Durchmesser von etwa 130.000 Lichtjahren.
Die Supernova SN 1970N wurde hier beobachtet.
Das Objekt wurde am 25. September 1834 von dem britischen Astronomen John Herschel entdeckt.